# Cigaritis occidentalis
Cigaritis occidentalis är en fjärilsart som beskrevs av Le Cerf 1923. Cigaritis occidentalis ingår i släktet Cigaritis och familjen juvelvingar. Inga underarter finns listade i Catalogue of Life.